# Erin és Aaron
Az Erin és Aaron (eredeti cím: Erin & Aaron) 2023-tól vetített amerikai vígjátéksorozat, amelyet Dicky Murphy alkotott. A főszerepben Ava Ro, Jensen Gering, Larisa Oleynik, David S. Jung és Pyper Braun látható.
Amerikában 2023. április 20-án a Nickelodeon, Magyarországon a Netflix 2023. november 3-án mutatta be.

## Cselekmény
Mikor Erin apja, Chuck és Aaron anyja, Sylvia összeházasodnak akkor mindenkinek felfordul a megszokott világa. Elsőre úgy tűnik, hogy a két mostohatestvérben nincsen semmi közös, míg Erin vicces, érzékeny és szókimondó, addig Aaron szorgalmas, szervezett és biztos abban, hogy ő belőle popsztár lesz. A szinte teljesen ellentétes mostohatestvérek végül a zene iránti közös érdeklődésüknek köszönhetően megtanulnak együtt élni, miközben megpróbálják megszokni az új családjukat.

## Szereplők

### Főszereplők
| Szereplő             | Színész        | Magyar hang       | Leírás                                                                                   |
| -------------------- | -------------- | ----------------- | ---------------------------------------------------------------------------------------- |
| Erin Park            | Ava Ro         | Staub Viktória    | Aaron mostohatestvére, aki gitározik. Vad természetű, és nem fél kimondani a véleményét. |
| Aaron Williams       | Jensen Gering  | Bogdán Gergő      | Erin mostohatestvére, aki zongorázik. Érzékeny, szorgalmas és popsztár akar lenni.       |
| Natasha Williams     | Pyper Braun    | Schmidt Karolina  | Aaron húga és Erin mostohatestvére. Fizikailag erős és meglehetősen manipulatív.         |
| Chuck Park           | David S. Jung  | Rába Roland       | Erin apja és Aaron mostohaapja.                                                          |
| Sylvia Williams-Park | Larisa Oleynik | Sipos Eszter Anna | Aaron anyja és Erin mostohaanyja.                                                        |

### Mellékszereplők
| Szereplő | Színész      | Magyar hang | Leírás                                           |
| -------- | ------------ | ----------- | ------------------------------------------------ |
| Vivian   | Celia Mendez | Vida Sára   | Erin legjobb barátnője, aki belezúgott Aaronba.  |
| Hunter   | Luca Diaz    | Tóth Csanád | Erin és Aaron szomszédja, aki belezúgott Erinbe. |

### Magyar változat
- Magyar szöveg: Vajnági Márta
- Dalszöveg: Császár Bíró Szabolcs
- Hangmérnök: Salgai Róbert
- Vágó: Házi Sándor
- Gyártásvezető: Kablay Luca
- Szinkronrendező: Molnár Ilona
- Produkciós vezető: Felföldi Anna

A szinkront az Iyuno Hungary készítette.

## Évados áttekintés
| Évad | Évad | Epizódok | Eredeti sugárzás  | Eredeti sugárzás | Magyar sugárzás   | Magyar sugárzás   |
| Évad | Évad | Epizódok | Évadpremier       | Évadfinálé       | Évadpremier       | Évadfinálé        |
| ---- | ---- | -------- | ----------------- | ---------------- | ----------------- | ----------------- |
|      | 1    | 13       | 2023. április 20. | 2023. június 29. | 2023. november 3. | 2023. november 3. |

## Évadok

### 1. évad (2023)
| #   | #   | Eredeti cím                  | Magyar cím              | Rendezte              | Írta                                    | Eredeti premier   | Magyar premier    | Gyártási kód |
| --- | --- | ---------------------------- | ----------------------- | --------------------- | --------------------------------------- | ----------------- | ----------------- | ------------ |
| 1.  | 1.  | We Are Family                | Egy család vagyunk      | Wendy Faraone         | Dicky Murphy                            | 2023. április 20. | 2023. november 3. | 101          |
| 2.  | 2.  | Piano Man                    | A zongorista            | Wendy Faraone         | Sean W. Cunningham és Marc Dworkin      | 2023. április 20. | 2023. november 3. | 102          |
| 3.  | 3.  | Un-break My Heart            | Szabadítsd fel a szívem | Wendy Faraone         | Samantha Martin                         | 2023. április 27. | 2023. november 3. | 104          |
| 4.  | 4.  | Music for a Sushi Restaurant | Zene a sushi bárhoz     | Wendy Faraone         | Dicky Murphy                            | 2023. május 4.    | 2023. november 3. | 103          |
| 5.  | 5.  | Somebody's Watching Me       | Valaki figyel           | Evelyn Belasco        | Scott Taylor és Wesley Jermaine Johnson | 2023. május 11.   | 2023. november 3. | 105          |
| 6.  | 6.  | Born in the U.S.A.           | Amerikában születtem    | Mike Caron            | Nora Sullivan                           | 2023. május 18.   | 2023. november 3. | 106          |
| 7.  | 7.  | Gone Country                 | Elveszett világ         | David Kendall         | Samantha Martin                         | 2023. május 25.   | 2023. november 3. | 107          |
| 8.  | 8.  | Lose Yourself                | Lazulj el               | Adam Weissman         | Scott Taylor és Wesley Jermaine Johnson | 2023. június 1.   | 2023. november 3. | 108          |
| 9.  | 9.  | I Want You Back              | Vissza akarlak kapni    | Leonard R. Garner Jr. | Shukri R. Abdi                          | 2023. június 8.   | 2023. november 3. | 109          |
| 10. | 10. | Pictures of You              | Képeid                  | Robbie Countryman     | Conor Hanney                            | 2023. június 15.  | 2023. november 3. | 111          |
| 11. | 11. | Bad Romance                  | Félrement románc        | Jody Margolin Hahn    | Hannah Suria                            | 2023. június 22.  | 2023. november 3. | 110          |
| 12. | 12. | Should I Stay or Should I Go | Menjek vagy maradjak?   | Trevor Kirschner      | Sean W. Cunningham és Marc Dworkin      | 2023. június 29.  | 2023. november 3. | 112          |
| 13. | 13. | Should I Stay or Should I Go | Menjek vagy maradjak?   | Trevor Kirschner      | Sean W. Cunningham és Marc Dworkin      | 2023. június 29.  | 2023. november 3. | 113          |

## A sorozat készítése
2020. április 8-án a Nickelodeon bejelentette, hogy berendelte az Erin & Aaron pilot epizódját amely egy zenés vígjáték sorozat és a sorozat alkotója Dicky Murphy. A sorozat vezető producerei Dicky Murphy, Sean Cunningham és Marc Dworkin. 2023. március 4-én bejelentették, hogy Ava Ro játssza Erin-t amíg Jensen Gering pedig Aaron szerepét játssza. A sorozatban még Larisa Oleynik játssza Sylvia-t, David S. Jung Chuck-ot és Pyper Braun pedig Natasha szerepét alakítja. Ugyanazon a napon bejelentették azt is, hogy a sorozat premierje 2023. április 20-án lesz a Nickelodeonon. 2024. február 6-án bejelentették, hogy a Nickelodeon kaszálta a sorozatot.